# Фосомбронієві
Фосомбронієві (Fossombroniaceae) — родина печіночників порядку Fossombroniales. Більшість видів дрібні та таллозні, але талом зазвичай скуйовджений, щоб створити вигляд листя.
Родина довго називалася Codoniaceae, Klinggr. 1858, бо це давніша назва. Але оскільки рід Codonia є синонімом Fossombronia, назва Fossombroniaceae була запропонована (і прийнята) як збережена назва згідно з правилами ICBN.